# بانک اردن کویت
بانک اردن کویت (انگلیسی: Jordan Kuwait Bank) شرکت خدمات مالی و بانکداری اردنی است، که در سال ۱۹۷۶ تأسیس شد.